# 미나 폰 바른헬름
《미나 폰 바른헬름》(독일어: Minna von Barnhelm)은 고트홀트 레싱이 쓴 연극이다. 1767년 포스(Christian Friedrich Voß) 출판사에서 나온 ≪희극(Lustspiele)≫ 제2부를 통해서 세상에 발표되었다.

## 소개
＜미나 폰 바른헬름, 또는 군인의 행운＞(이하 ＜미나＞)은 칠년전쟁과 밀접한 관계가 있는 희극으로 무대는 칠년전쟁 직후, 구체적으로는 2막 2장에 나오는 것같이 1763년 8월 프로이센 왕국의 수도 베를린이다. 따라서 이 작품을 이해하기 위해서는 당시의 상황을 알 필요가 있다. 슐레지엔의 영유권을 둘러싸고 신흥국가 프로이센과 전통적인 강대국 오스트리아 사이에 벌어진 칠년전쟁은 1756년 프로이센이 작센 공국을 침공함으로써 발발하여, 1763년 후베르투스부르크 평화조약으로 끝을 맺는다. 레싱은 이 전쟁 중에 프로이센의 슐레지엔 점령군 사령관이었던 폰 타우엔치엔 장군의 비서로 근무했고, 또 가장 가까운 친구 가운데 프로이센군의 소령 에발트 폰 클라이스트(텔하임의 모델)가 있었다. 그래서 그는 이 전쟁을 직접 체험했을 뿐 아니라 군국주의 신흥국가 프로이센군의 생리를 잘 알고 있었다. 이 전쟁을 승리로 이끌어 프로이센을 유럽의 열강 반열에 끌어올린 프리드리히 2세는 국가적 영웅으로 칭송되었다.
레싱은 칠년전쟁 직후의 이런 분위기에 휩쓸리지 않고 전쟁의 후유증을 비판적으로 관찰했다. 평화조약으로 전쟁은 외면적으로는 종결되었지만, 전쟁에 휩쓸렸던 독일의 국가들, 특히 프로이센과 작센 주민들 사이의 적대감정은 쉬 풀리지 않았다. 작센의 귀족 처녀 미나의 우아하고 정열적인 사랑이 명예를 앞세우는 프로이센군 장교 텔하임의 고집을 꺾고 결합하는 이 희극의 줄거리는 프로이센 주민과 작센 주민 간의 화해를 상징한다.
이 작품의 장점은 무엇보다도 레싱이 당대의 시대상, 사회상, 문학의 조류, 희극 문화의 전통을 조화·통일시켜 등장인물들을 생동하는 인간으로 창조한 데 있다. 우직한 하인, 입심 좋고 약삭빠른 하녀, 허풍선이 군인, 호기심 많고 욕심 많은 여관 주인 등은 유럽 희극에 자주 등장해 전형으로 굳어진 인물이다. ＜미나＞의 조연들 가운데 여관 주인만 전통적인 전형에 부합될 뿐 유스트, 베르너, 프란치스카 등은 전통적인 틀을 벗어나 개인적으로 느끼고 생각하고 활동하는 개체들이다. 텔하임도 맹목적으로 프로이센군의 이상인 명예만을 추구하는 희극적 인물은 결코 아니다. 그는 명예라는 허깨비에 홀려 인간적 행복을 보지 못하는 어리석음을 범하지 않는다. 그는 전후에 죄 없이 수뢰 혐의를 뒤집어쓰고 명예와 재산을 다 잃게 될 위기에 내몰린다. 이런 비참한 상황에서도 그는 인간으로서 품위를 잃지 않고 비열해지지 않겠다는 생활신조를 지키려고 안간힘을 쓴다. 눈물겹도록 노력하는 텔하임, 그리고 그의 고결한 인품에 반해 어떻게든 그를 도와주려는 주변 사람들 사이에 마찰이 생긴다. 그런데 그 갈등은 우리의 마음을 훈훈하게 하고 웃음을 자아낸다. 그 웃음은 종래의 희극에서와 같이 어리석은 주인공의 비이성적인 행위를 보고 웃는 조소가 아니라, 자기 자신까지도 그 대상으로 삼을 수 있으며 인간적인 성숙을 바탕으로 하는 이해의 웃음, 레싱 자신의 표현에 따르면 인간을 이성적이고 현명하게 만드는 웃음이다(4막 6장 참조). 이렇게 인간적으로 풍부하고 감동적이어서, 때때로 비극적인 것도 그 안에 포용하는 희극이, 불완전한 존재인 인간에 대한 이해를 바탕에 깔고 생성된다. ＜미나＞가 독일 희극사상 최초이자 최고의 걸작일 뿐 아니라 찬란한 독일 희곡 문학의 장을 여는 역사적 작품으로 평가되는 이유다.
텔하임은 모든 것을 잃은 처지이기 때문에, 사랑하지만 약혼녀를 포기할 수밖에 없다고 완강하게 버틴다. 이에 반해 미나는 약혼자의 고결한 인품과 자신에 대한 순수하고 열정적인 애정 이외에는 일고의 가치도 없다는 입장이므로 약혼자가 버티면 버틸수록 약혼자의 설득에 힘을 쏟는다. 여자가 주도권을 잡고 남자는 방어하는 양상으로 전개되는 이들의 갈등은 결국 사랑싸움이고, 텔하임을 복권시키는 국왕의 친서가 하루 늦게 전달되는 바람에 일어난 원인무효의 헛소동이다. 그 과정에서 상대를 자신보다 더 아끼는 두 사람의 순수한 애정이 유감없이 드러난다. ＜미나＞의 진정한 가치는 고귀한 인간성의 표출에 있다. 순수한 사랑으로 충만한 고결한 인간의 속마음을 들여다보는 것은 언제나 유쾌하고 흐뭇한 일인 동시에 감동과 교훈을 준다. 이 작품이 끊임없이 관객과 독자의 갈채를 받는 이유는 바로 여기에 있다. 물질적으로는 풍요로워졌지만 정이 메말라가고 인간관계의 꽃인 사랑과 우정조차 물신의 지배를 받는 경향이 점점 뚜렷해지는 시대에 살고 있는 현대인에게?작품의 배경인 18세기 중엽의 독일 상황을 잘 모르는 우리에게도 ＜미나＞는 가슴 뭉클한 감동과 가르침을 준다.

## 서지 정보
- 윤도중 역, 2009년, 지식을만드는지식 ISBN 978-89-6228-248-1